# Sportpark Seringenlaan
Sportpark Seringenlaan is een sportpark in het oosten van de wijk Steenbergen-Zuid. Het wordt gebruikt voor voetbal en atletiek. Er zijn vier velden, een oefenhoek en een sintelbaan. Pierre van Hooijdonk is geboren in Steenbergen en speelde zodoende in zijn jeugd bij VV Steenbergen. Door zijn succes is de tribune op het hoofdveld naar hem vernoemd.